# 前畑幸子
前畑 幸子（まえはた さちこ、1937年8月16日 - ）は、日本の政治家、元参議院議員(1期)。

## 来歴
愛知県名古屋市出身。南山大学文学部卒。1979年中京大学大学院修了。同年税理士事務所を開く。1986年の第14回参議院議員通常選挙で愛知県選挙区から日本社会党公認で立候補したが次点で落選。1989年の第15回参議院議員通常選挙で愛知県選挙区から社会党公認で立候補して当選。1995年に社会党を離党し、同年の第17回参議院議員通常選挙で無所属・社会党推薦で立候補したが落選した。1998年の第18回参議院議員通常選挙にて民主党から比例区で出馬するも落選。